# جون سميث (مهندس معماري)
جون سميث (بالإنجليزية: John Smith)‏ (و. 1781 – 1852 م) هو مهندس معماري من المملكة المتحدة لبريطانيا العظمى وأيرلندا، ومملكة بريطانيا العظمى، ولد في أبردينشاير، توفي عن عمر يناهز 71 عاماً.

## التعليم
تعلم في Aberdeen Grammar School ‏
.